# Inşirah Hanım
Inşirah Hanım, död 1930, var andra hustru till den osmanska sultanen Mehmet VI (regerande 1918–1922).
Inşirah Hanım var dotter till den cirkassiska adelsmannen Aziz Bey Voçibe och syster till Mehmet VI:s hovman Zeki Bey. Hennes faster Dürriaden Kadın tillhörde Mehmed V:s harem. 
Den senare Mehmet VI såg henne när hon var sjutton år gammal och begärde att få henne till hustru. Hon sade till sin familj att hon inte ville gifta sig med en man gammal nog att vara hennes far, men hennes familj tvingade henne att gifta sig med honom mot sin vilja 1905. Hon blev hans hustru nummer två och väntades föda honom en manlig arvinge, men paret fick inga barn. Äktenskapet var olyckligt; när hon 1909 ertappade maken som otrogen med en tjänare lämnade hon honom, varefter han tog ut skilsmässa från henne. Hennes exman besteg tronen som sultan 1918. 
Det osmanska sultanatet avskaffades 1 november 1922 och det osmanska kalifatet i mars 1924, varefter alla medlemmar av den före detta osmanska dynastin förvisades från den nya republiken Turkiet. Trots att hon inte var medlem av dynastin tycks även hon ha utvisats. Hon bosatte sig i Kairo, men levde under ansträngda omständigheter. Hon sökte stöd från sin exman i San Remo, men avvisades av sin bror, som fortfarande var hovman. Hon begick självmord genom att dränka sig i Nilen. 